# Warngau
Warngau es un municipio con una población de 3,489 habitantes en Alemania, En el estado de Baviera en el distrito de Miesbach. Durante el periodo Nazi , los miembros del partido falsamente proclamaron este como el lugar de nacimiento de Heinrich Himmler -- para tener más aportes de los votantes de las zonas rurales. (Heinrich Himmler nació cerca de Múnich, Alemania, el 7 de octubre de 1900)

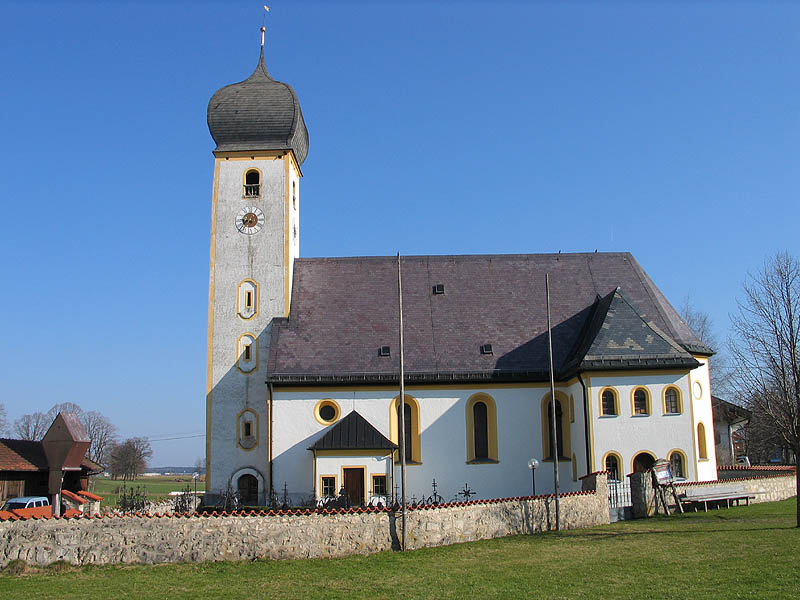
Iglesia en el área de Osterwarngau.